# La Trinité (Falaise)
Die Kirche Sainte-Trinité wurde 1240 erbaut. Sie befindet sich unmittelbar am Fuß der Burg Falaise im Zentrum von Falaise mit der Adresse 9 Rue Rollon. Seit 1889 ist die Kirche als Monument historique klassifiziert.

## Geschichte

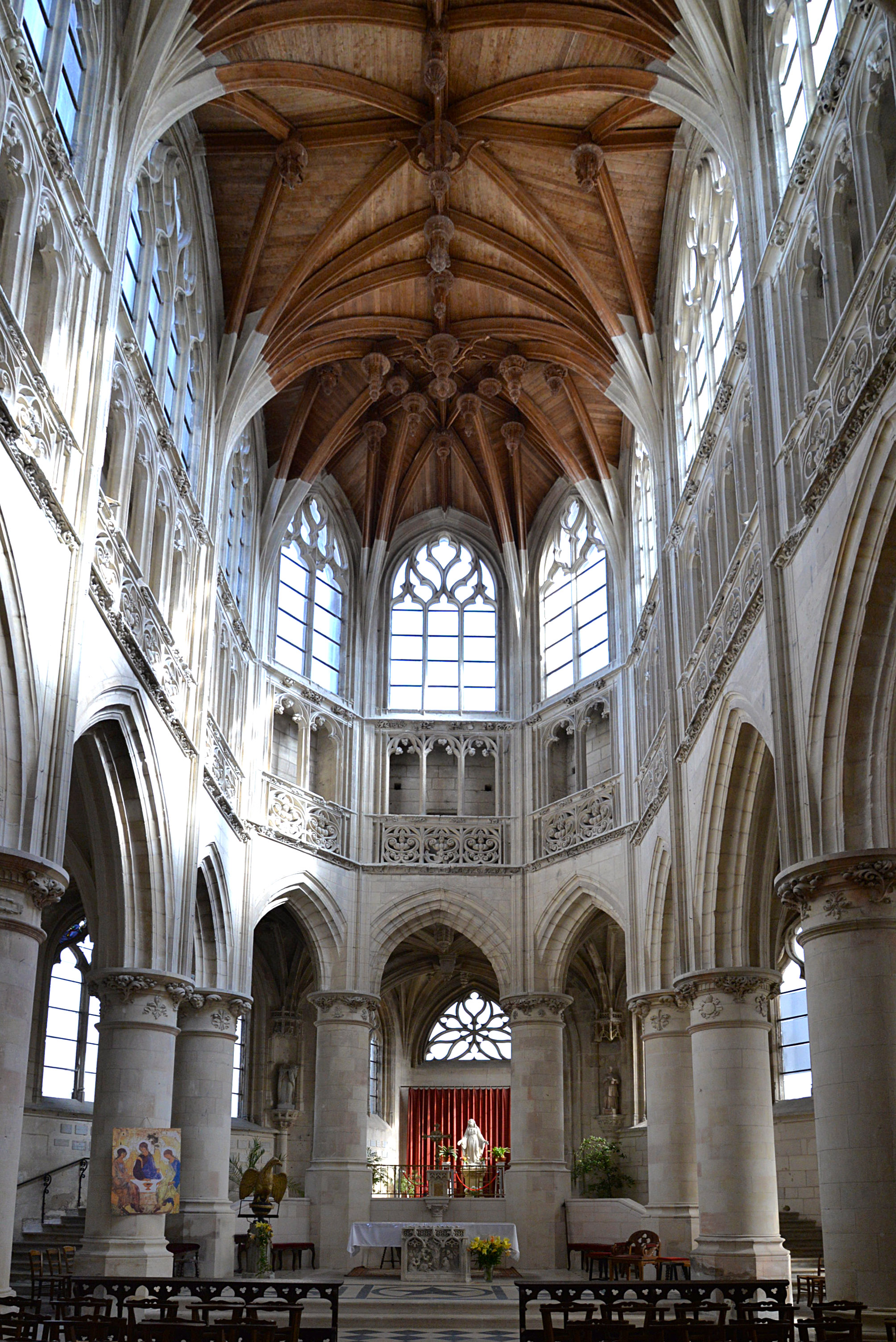
Innenansicht des Chors

Eine frühere Kirche stand hier seit 840 und wurde durch Philipp II. August bei seinem Feldzug auf Rouen 1204 zerstört. Der Neubau der Kirche erfolgte bis 1240. 1417 wurde die Kirche im Hundertjährigen Krieg erneut schwer beschädigt. Von 1438 bis 1450 und von 1510 bis 1540 fanden erneut Umbauten statt.